# ディセンデンツ
ディセンデンツ (Descendents) は、1978年に結成されたアメリカ合衆国のパンク・ロックバンド。カリフォルニア・パンクの代表格として知られる。

## 来歴
1978年、ビル・スティーヴンソンが友人らと結成。1980年にボーカリストとしてマイロ・オーカーマンが加入。1981年にEP『Fat』、翌1982年にはデビュー・アルバム『Milo Goes to College』をリリースした。このタイトルはマイロがカリフォルニア大学サンディエゴ校に進学することから付けられた。
マイロの学業とビルがブラック・フラッグに加入したこともあって活動が一時停滞するが、1985年にセカンド・アルバム『I Don't Want to Grow Up』を発表して再始動。ツアーをこなしながら立て続けに作品をリリースする。
1987年、マイロが生化学の研究を優先するため脱退（後に博士号を取得）。残されたメンバーは新たにオールを結成し、音楽活動を続ける。
1995年に活動を再開。2012年にはパンクスプリングで初来日を果たした。2019年4月に2度目の来日公演を行う。2023年10月に3度目の来日公演を行う。

## メンバー
現在のメンバー
- ビル・スティーヴンソン – ドラムス (1979–83, 1985–88, 1995–97, 2002–04, 2010–現在)
- マイロ・オーカーマン – ボーカル (1980–82, 1985–88, 1995–97, 2002–04, 2010–現在)
- カール・アルバレス – ベース (1987–88, 1995–97, 2002–04, 2010–現在)
- ステファン・エガートン – ギター (1987–88, 1995–97, 2002–04, 2010–現在)

元メンバー
- トニー・ロンバード – ベース (1979–83, 1985–86)
- フランク・ナヴェッタ – ギター (1979–83)
- レイ・クーパー – ギター, ボーカル (1982–83, 1985–87)
- ダグ・キャリオン — ベース (1986–87)

## ディスコグラフィ

### スタジオ・アルバム
- Milo Goes to College (1982)
- I Don't Want to Grow Up (1985)
- Enjoy! (1986)
- All (1987)
- Everything Sucks (1996)
- Cool to Be You (2004)
- Hypercaffium Spazzinate (2016)
- 9th & Walnut (2021)